# Lijst van gemeenten van Albanië
De 61 gemeenten (bashki) zijn de administratieve afdelingen op het tweede niveau, na de prefecturen.
Deze steden zijn onderverdeeld in deelgemeenten (administratieve eenheden, njësi administrative), de bestuurlijke afdelingen op het derde niveau.
| Gemeente (bashki) | Inw.2011 | Opp. (ha) | Prefectuur  | Deelgemeenten (njësi administrative) |
| ----------------- | -------- | --------- | ----------- | --- |
| Belsh             | 19.503   | 196,44    | Elbasan     | Belsh, Fierzë, Grekan, Kajan, Rrasë |
| Berat             | 60.031   | 379,98    | Berat       | Berat, Otllak, Roshnik, Sinjë, Velabisht |
| Bulqizë           | 31.210   | 678,51    | Dibër       | Bulqizë, Fushë-Bulqizë, Gjoricë, Martanesh, Ostren, Shupenzë, Trebisht, Zerqan                                                               |
| Cërrik            | 27.445   | 189,65    | Elbasan     | Cërrik, Gostimë, Klos, Mollas, Shalës |
| Delvinë           | 7.598    | 182,90    | Vlorë       | Delvinë, Vergo |
| Devoll            | 26.716   | 453,27    | Korçë       | Bilisht, Hoçisht, Miras, Progër, Qendër Bilisht                                                                                              |
| Dibër             | 61.619   | 937,88    | Dibër       | Arras, Fushë Çidhën, Kala e Dodës, Kastriot, Lurë, Luzni, Maqellarë, Melan, Muhurr, Peshkopi, Selishtë, Sllovë, Tomin, Zall-Dardhë, Zall-Reç |
| Divjakë           | 34.254   | 309,58    | Fier        | Divjakë, Grabjan, Gradishtë, Remas, Tërbuf                                                                                                   |
| Dropull           | 3.503    | 448,25    | Gjirokastër | Dropull i Poshtëm, Dropull i Sipërm, Pogon                                                                                                   |
| Durrës            | 175.110  | 338,30    | Durrës      | Durrës, Ishëm, Katundi i ri, Manëz, Rrashbull, Sukth                                                                                         |
| Elbasan           | 141.714  | 872,03    | Elbasan     | Bradashesh, Elbasan, Funar, Gjergjan, Gjinar, Gracen, Labinot-Fushë, Labinot-Mal, Papër, Shirgjan, Shushicë, Tregan, Zavalinë                |
| Fier              | 120.655  | 619,90    | Fier        | Cakran, Dërmenas, Fier, Frakull, Levan, Libofshë, Mbrostar Ura, Portëz, Qendër, Topojë                                                       |
| Finiq             | 10.529   | 441,20    | Vlorë       | Aliko, Dhivër, Finiq, Livadhja, Mesopotam |
| Fushë-Arrëz       | 7.405    | 540,42    | Shkodër     | Blerim, Fierzë, Fushë-Arrëz, Iballë, Qafë-Mali                                                                                               |
| Gjirokastër       | 28.673   | 469,25    | Gjirokastër | Antigonë, Cepo, Gjirokastër, Lazarat, Lunxhëri, Odrie, Picar                                                                                 |
| Gramsh            | 24.231   | 739,22    | Elbasan     | Gramsh, Kodovjat, Kukur, Kushovë, Lenie, Pishaj, Poroçan, Skënderbegas, Sult, Tunjë                                                          |
| Has               | 16.790   | 399,62    | Kukës       | Fajza, Gjinaj, Golaj, Krumë |
| Himarë            | 7.818    | 571,94    | Vlorë       | Himarë, Horë - Vranisht, Lukovë |
| Kamëz             | 104.190  | 37,18     | Tiranë      | Kamëz, Paskuqan |
| Kavajë            | 40.094   | 198,81    | Tiranë      | Golem, Helmas, Kavajë, Luz i Vogël, Synej |
| Këlcyrë           | 6.113    | 304,65    | Gjirokastër | Ballaban, Dëshnicë, Këlcyrë, Sukë |
| Klos              | 16.618   | 357,48    | Dibër       | Gurrë, Klos, Suç, Xibër |
| Kolonjë           | 11.070   | 864,06    | Korçë       | Barmash, Çlirim, Ersekë, Leskovik, Mollas, Novoselë, Qendër Ersekë, Qënder Leskovik                                                          |
| Konispol          | 8.245    | 221,88    | Vlorë       | Konispol, Markat, Xarrë |
| Korçë             | 75.994   | 805,99    | Korçë       | Drenovë, Korçë, Lekas, Mollaj, Qëndër Bulgarec, Vithkuq, Voskop, Voskopojë                                                                   |
| Krujë             | 59.814   | 339,02    | Durrës      | Bubq, Cudhi, Fushë-Krujë, Krujë, Nikël, Thumanë                                                                                              |
| Kuçovë            | 31.262   | 160,23    | Berat       | Kozare, Kuçovë, Lumas, Perondi |
| Kukës             | 47.985   | 933,86    | Kukës       | Arrën, Bicaj, Bushtricë, Gryk-Çajë, Kalis, Kolsh, Kukës, Malzi, Shishtavec, Shtiqën, Surroj, Tërthore, Topojan, Ujmisht, Zapod               |
| Kurbin            | 46.291   | 269,03    | Lezhë       | Fushë-Kuqe, Laç, Mamurras, Milot |
| Lezhë             | 65.633   | 509,10    | Lezhë       | Balldren, Blinisht, Dajç, Kallmet, Kolsh, Lezhë, Shëngjin, Shënkoll, Ungrej, Zejmen                                                          |
| Libohovë          | 3.667    | 248,24    | Gjirokastër | Libohovë, Qëndër Libohovë, Zagorie |
| Librazhd          | 31.892   | 793,36    | Elbasan     | Hotolisht, Librazhd, Lunik, Orenjë, Polis, Qendër Librazhd, Stëblevë                                                                         |
| Lushnjë           | 83.659   | 372,72    | Fier        | Allkaj, Ballagat, Bubullimë, Dushk, Fier Shegan, Golem, Hysgjokaj, Karbunarë, Kolonjë, Krutje, Lushnjë                                       |
| Malësi e Madhe    | 30.823   | 951,01    | Shkodër     | Gruemirë, Kastrat, Kelmend, Koplik, Qendër, Shkrel                                                                                           |
| Maliq             | 41.757   | 656,34    | Korçë       | Gorë, Libonik, Maliq, Moglicë, Pirg, Pojan, Vreshtas                                                                                         |
| Mallakastër       | 27.062   | 329,19    | Fier        | Aranitas, Ballsh, Fratar, Greshicë, Hekal, Kutë, Ngraçan, Qëndër Dukas, Selitë                                                               |
| Mat               | 27.600   | 493,50    | Dibër       | Baz, Burrel, Derjan, Komsi, Lis, Macukull, Rukaj, Ulëz                                                                                       |
| Memaliaj          | 10.657   | 372,07    | Gjirokastër | Buz, Krahës, Luftinjë, Memaliaj, Memaliaj Fshat, Qesarat                                                                                     |
| Mirditë           | 22.103   | 869,71    | Lezhë       | Fan, Kaçinar, Kthellë, Orosh, Rrëshen, Rubik, Selitë                                                                                         |
| Patos             | 22.959   | 82,55     | Fier        | Patos, Ruzhdie, Zharëz |
| Peqin             | 26.136   | 197,79    | Elbasan     | Gjocaj, Karinë, Pajovë, Peqin, Përparim, Shezë                                                                                               |
| Përmet            | 10.614   | 601,95    | Gjirokastër | Çarçovë, Frashër, Përmet, Petran, Qendër Piskovë                                                                                             |
| Pogradec          | 61.530   | 594,77    | Korçë       | Buçimas, Çërravë, Dardhas, Pogradec, Proptisht, Trebinjë, Udenisht, Velçan                                                                   |
| Poliçan           | 10.953   | 272,02    | Berat       | Poliçan, Tërpan, Vërtop |
| Prrenjas          | 24.906   | 322,95    | Elbasan     | Prrenjas, Qukës, Rrajcë, Stravaj |
| Pukë              | 11.069   | 505,53    | Shkodër     | Gjegjan, Pukë, Qelëz, Qerret, Rrapë |
| Pustec            | 3.290    | 198,68    | Korçë       | Pustec |
| Roskovec          | 21.742   | 118,01    | Fier        | Kuman, Kurjan, Roskovec, Strum |
| Rrogozhinë        | 22.148   | 223,50    | Tiranë      | Gosë, Kryevidh, Lekaj, Rrogozhinë, Sinaballaj                                                                                                |
| Sarandë           | 20.227   | 58,96     | Vlorë       | Ksamil, Sarandë |
| Selenicë          | 16.396   | 561,24    | Vlorë       | Armen, Brataj, Kotë, Selenicë, Sevaster, Vllahinë                                                                                            |
| Shijak            | 27.861   | 92,19     | Durrës      | Gjepalaj, Maminas, Shijak, Xhafzotaj |
| Shkodër           | 135.612  | 872,71    | Shkodër     | Ana e Malit, Bërdicë, Dajç, Guri i Zi, Postribë, Pult, Rrethinat, Shalë, Shkodër, Shosh, Velipojë                                            |
| Skrapar           | 12.403   | 831,44    | Berat       | Bogovë, Çepan, Çorovodë, Gjerbës, Leshnje, Potom, Qendër Skrapar, Vëndreshë, Zhepë                                                           |
| Tepelenë          | 8.949    | 431,24    | Gjirokastër | Kurvelesh, Lopës, Qendër Tepelenë, Tepelenë                                                                                                  |
| Tirana            | 557.422  | 1110,03   | Tiranë      | Baldushk, Bërzhitë, Dajt, Farkë, Kashar, Krrabë, Ndroq, Petrelë, Pezë, Shëngjergj, Tiranë, Vaqarr, Zall-Bastar, Zall-Herr                    |
| Tropojë           | 20.517   | 1057,30   | Kukës       | Bajram Curri, Bujan, Bytyç, Fierzë, Lekbibaj, Llugaj, Margegaj, Tropojë                                                                      |
| Ura Vajgurore     | 27.295   | 156,56    | Berat       | Cukalat, Kutalli, Poshnje, Ura- Vajgurore |
| Vau-Dejës         | 30.438   | 499,09    | Shkodër     | Bushat, Hajmel, Shllak, Temal, Vau-Dejës, Vig-Mnelë                                                                                          |
| Vlorë             | 104.827  | 616,85    | Vlorë       | Novoselë, Orikum, Qendër Vlorë, Shushicë, Vlorë                                                                                              |
| Vorë              | 25.511   | 82,72     | Tiranë      | Bërxullë, Prezë, Vorë |